# Giải vô địch bóng đá Nam Mỹ 1942
Giải vô địch bóng đá Nam Mỹ 1942 là giải vô địch bóng đá Nam Mỹ lần thứ 17, diễn ra ở Montevideo, Uruguay từ 10 tháng 1 đến 7 tháng 2 năm 1942. Giải đấu có 7 đội tuyển tham gia, đấu vòng tròn tính điểm để chọn ra nhà vô địch. Chủ nhà Uruguay giành chức vô địch lần thứ tám sau khi vượt qua đương kim vô địch Argentina ở lượt trận đấu cuối.

## Địa điểm
| Montevideo             |
| ---------------------- |
| Sân vận động Trung tâm |
| Sức chứa: 65.235       |
|                        |

## Kết quả
| Đội       | Pld | W | D | L | GF | GA | GD  | Pts |
| --------- | --- | - | - | - | -- | -- | --- | --- |
| Uruguay   | 6   | 6 | 0 | 0 | 21 | 2  | +19 | 12  |
| Argentina | 6   | 5 | 0 | 1 | 21 | 6  | +15 | 10  |
| Brasil    | 6   | 3 | 1 | 2 | 15 | 7  | +8  | 7   |
| Paraguay  | 6   | 2 | 2 | 2 | 11 | 10 | +1  | 6   |
| Perú      | 6   | 1 | 2 | 3 | 5  | 10 | −5  | 4   |
| Chile     | 6   | 1 | 1 | 4 | 4  | 15 | −11 | 3   |
| Ecuador   | 6   | 0 | 0 | 6 | 4  | 31 | −27 | 0   |

## Trận đấu
| Uruguay                                                                       | 6–1 | Chile        |
| ----------------------------------------------------------------------------- | --- | ------------ |
| L. E. Castro 7', 76' · O. Varela 12' · Ciocca 15' · Contreras 37' · Porta 54' |     | Contreras 1' |

| Argentina                                       | 4–3 | Paraguay                      |
| ----------------------------------------------- | --- | ----------------------------- |
| Sandoval 9' · Masantonio 30', 47' · Perucca 88' |     | Sánchez 59' · Aveiro 75', 86' |

| Brasil                                                | 6–1 | Chile         |
| ----------------------------------------------------- | --- | ------------- |
| Patesko 1', 78' · Pirillo 23', 63', 86' · Cláudio 66' |     | Domínguez 35' |

| Argentina                     | 2–1 | Brasil       |
| ----------------------------- | --- | ------------ |
| E. García 3' · Masantonio 27' |     | Servílio 37' |

| Uruguay                                                               | 7–0 | Ecuador |
| --------------------------------------------------------------------- | --- | ------- |
| Zapirain 1' · Gambetta 13' · S. Varela 16', 24', 29' · Porta 23', 42' |     |         |

| Paraguay    | 1–1 | Perú          |
| ----------- | --- | ------------- |
| Barrios 35' |     | Magallanes 1' |

| Brasil          | 2–1 | Perú          |
| --------------- | --- | ------------- |
| Amorim 43', 56' |     | Fernández 73' |

| Paraguay               | 2–0 | Chile |
| ---------------------- | --- | ----- |
| Barrios · Baudo Franco |     |       |

| Argentina                                                                                                   | 12–0 | Ecuador |
| --- | ---- | ------- |
| E. García 2' · Moreno 12', 16', 22', 32', 89' · Pedernera 25' · Masantonio 54', 65', 68', 70' · Perucca 88' |      |         |

| Uruguay       | 1–0 | Brasil |
| ------------- | --- | ------ |
| S. Varela 32' |     |        |

| Paraguay                                   | 3–1 | Ecuador     |
| ------------------------------------------ | --- | ----------- |
| Baudo Franco 5' · Mingo 57' · Ibarrola 62' |     | Jiménez 46' |

| Argentina                     | 3–1 | Perú          |
| ----------------------------- | --- | ------------- |
| Heredia 12' · Moreno 65', 72' |     | Fernández 17' |

| Perú                           | 2–1 | Ecuador     |
| ------------------------------ | --- | ----------- |
| Quiñónez 32' · Luis Guzmán 62' |     | Jiménez 52' |

| Uruguay                               | 3–1 | Paraguay    |
| ------------------------------------- | --- | ----------- |
| S. Varela 9' · Porta 26' · Ciocca 65' |     | Barrios 58' |

| Argentina | 0–0 | Chile |
| --------- | --- | ----- |
|           |     |       |

| Brasil                                        | 5–1 | Ecuador             |
| --------------------------------------------- | --- | ------------------- |
| Tim 10' · Pirillo 12', 29', 76' · Zizinho 60' |     | Alvarez 19' (ph.đ.) |

| Uruguay                                      | 3–0 | Perú |
| -------------------------------------------- | --- | ---- |
| Chirimini 47' · L. E. Castro 54' · Porta 77' |     |      |

| Chile                        | 2–1 | Ecuador    |
| ---------------------------- | --- | ---------- |
| Domínguez 20' · Armingol 42' |     | Alcívar 5' |

| Brasil     | 1–1 | Paraguay         |
| ---------- | --- | ---------------- |
| Zizinho 5' |     | Baudo Franco 23' |

| Chile | 0–0 | Perú |
| ----- | --- | ---- |
|       |     |      |

| Uruguay      | 1–0 | Argentina |
| ------------ | --- | --------- |
| Zapirain 57' |     |           |

## Danh sách cầu thủ ghi bàn
7 bàn
| - Herminio Masantonio | - José Manuel Moreno |  |

6 bàn
- Sylvio Pirillo

5 bàn
| - Roberto Porta | - Severino Varela |  |

3 bàn
| - Marcial Barrios - Fabio Baudo Franco | - Luis Ernesto Castro - Bibiano Zapirain |  |

2 bàn
| - Enrique García - Angel Perucca - Pedro Amorim - Patesko | - Zizinho - Alfonso Domínguez - José María Jiménez - Rubén Aveiro | - Teodoro Fernández - Aníbal Ciocca |

1 bàn
| - Juan Carlos Heredia - Adolfo Pedernera - Raimundo Sandoval - Cláudio - Servílio - Tim - Armingol | - Armando Contreras - Marino Alcívar - Enrique Alvarez - Gorgonio Ibarrola - Eduardo Mingo - Vicente Sánchez - Luis Guzmán | - Leopoldo Quiñónez - Adolfo Magallanes - Oscar Chirimini - Schubert Gambetta - Obdulio Varela |